# 야스에다 히토미
야스에다 히토미(일본어: 安枝 瞳, 1988년 3월 23일 ~ )는 일본의 탤런트, 모델, 레이싱 모델, 전 그라비아 아이돌이다.